# Gävle slott
Gävle slott är ett slott beläget på södra sidan om Gavleån, vid Slottstorget i Gävle i Gästrikland. Det är idag residens för landshövdingen i Gävleborgs län, som därmed även är ståthållare på Gävle slott och då ingår i de Icke tjänstgörande hovstaterna vid Kungliga hovet.

## Historik
Åren 1583–1593 lät kung Johan III påbörja byggnationen av ett kyrkslott; en slottsbyggnad där kyrkorummet är det centrala. Slottet hade ett helt annorlunda utseende än det nuvarande. I likhet med andra vasaslott hade det torn med spiror och utsirade gavlar. Arkitekt var Willem Boy och byggnaden stod klar 1597. Efter att ha förfallit under flera år rustades slottet upp under 1650- och 1660-talet och byggnaden blev högkvarter för landshövding och landsstaten.
Påsken 1727 bröt elden ut i slottet. Slottskyrkan lades i ruiner och slottets översta våning totalförstördes. Slottet fick stå övergivet i några år innan man 1741 beslöt att reparera byggnaden och åter inrätta den till landshövdingeresidens. Överintendent Carl Hårleman fick i uppdrag att utföra ritningar till renovering och ombyggnad och efter detta arbete fick Gävle slott det utseende det i huvudsak har sedan dess. År 1754 kunde den första landshövdingen, Axel Johan Gripenhielm, flytta in.
Innanför slottsmuren, på tomtens sydöstra hörn, ligger Slottshäktet. Slottshäktet var troligtvis ursprungligen matkällare, men under 1600-talet fick byggnaden en ny funktion som häkte. Även det brann ner i slottsbranden 1727, men återuppbyggdes och stod klart 1732. I dag ligger Sveriges fängelsemuseum i Slottshäktet.

## Galleri

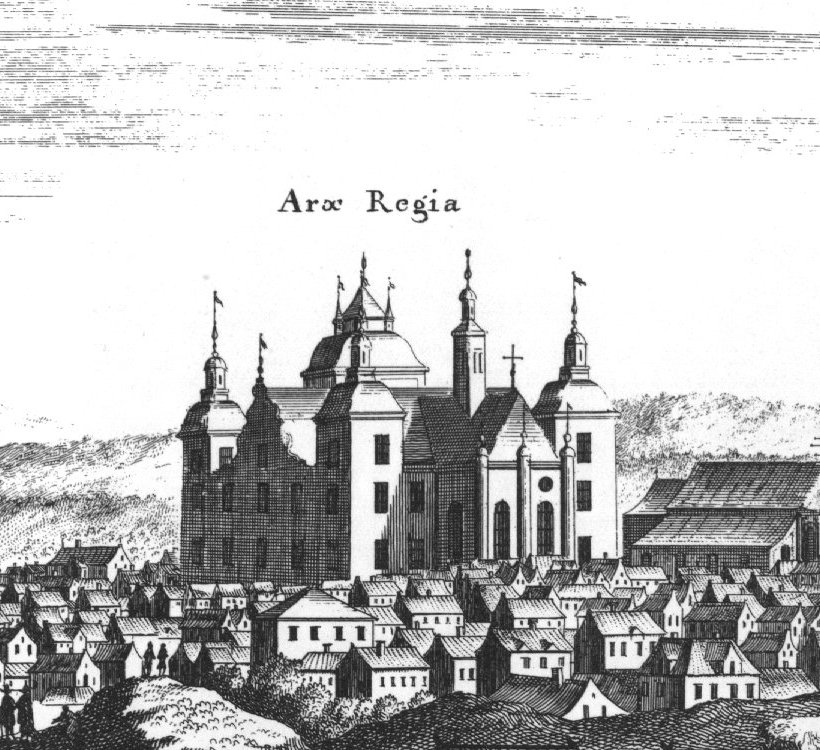
Slottet omkring 1700 i Suecia antiqua et hodierna.
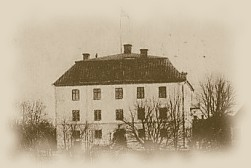
Gävle slott omkring sekelskiftet 1900.
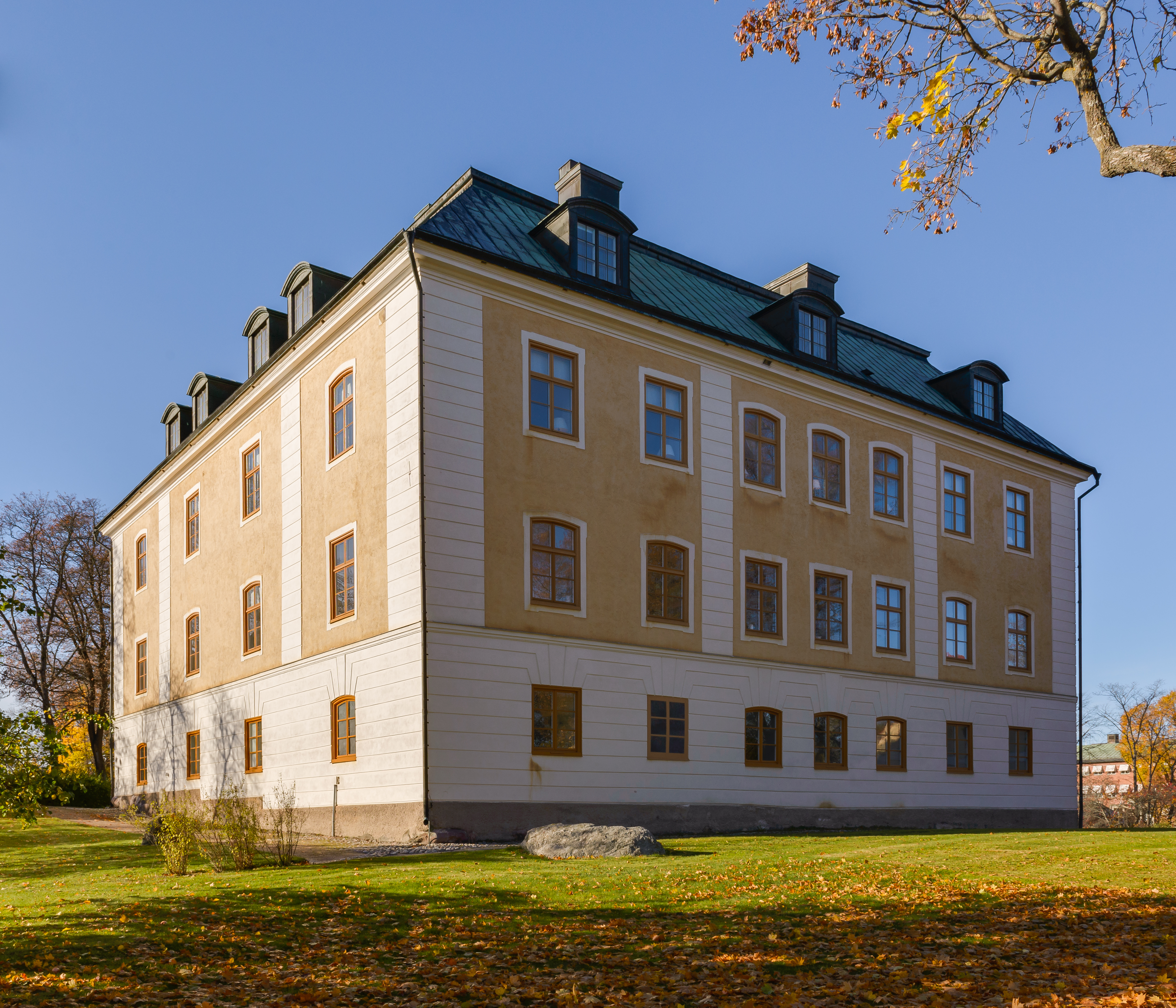
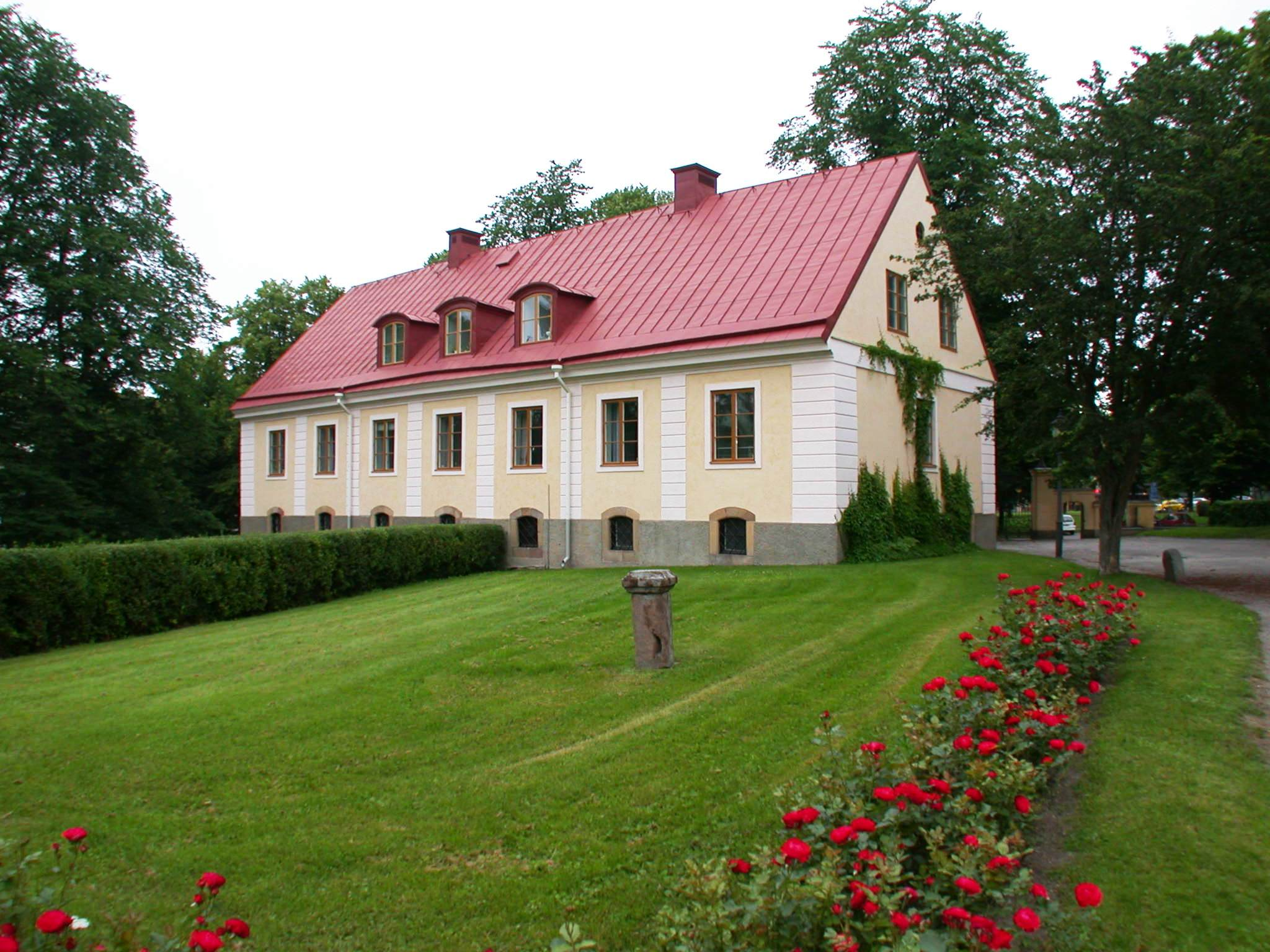
Östra flygeln.
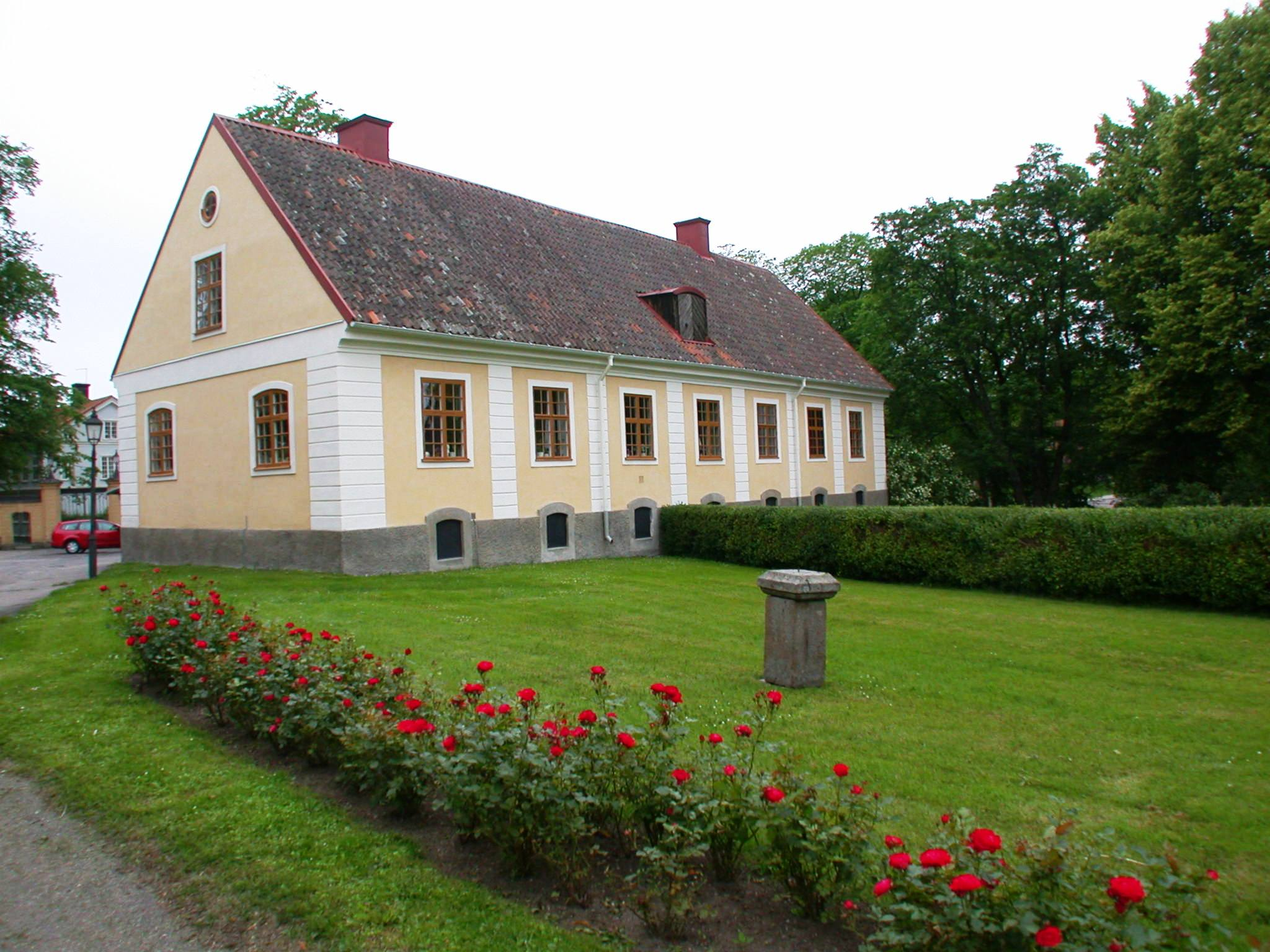
Västra flygeln.